# محمدعلی حکیم‌الهی فریدنی
محمدعلی حکیم‌الهی فریدنی (درگذشته اسفند ۱۳۴۳) نویسنده و پژوهشگر ایرانی بود. او متولد روستای ششجوان در شهرستان فریدن بود.
نصرت‌الله حکیم‌الهی و هدایت‌الله حکیم‌الهی فرزندان او هستند.
ایرج افشار که از شاگردان حکیم‌الهی بود، مقاله‌ای در رثای او در نشریهٔ یغما نوشته‌است.

## کتاب‌ها
- شرح قصیدهٔ عینیهٔ ابن‌سینا به شعر فارسی
- لطائف الحکم و وظائف الامم